# Teodicea babilónica
La Teodicea babilónica es un poema escrito en la Antigua Babilonia. Está inscrito en arcilla en lengua babilónica media, que es una forma de lenguaje que data del período 1600 - 900 a. C. El poema también se ha denominado Un diálogo acadio sobre la injusticia del mundo o El Koheleth babilónico.

## Contenido
El poema es un ejemplo de literatura sapiencial, que es una forma de escritura que muestra, usualmente, a dos personas aportando posturas contrarias sobre un tema, en forma de diálogo.
Teodicea babilónica es un diálogo entre dos personas amigas. Una de ellas está sufriendo, y el poema le muestra revelando los actos de maldad cometidos por personas de la sociedad que le rodea, mientras que la otra persona intenta añadir perspectiva a estos actos de dudosa moralidad, afirmando la naturaleza de la justicia dentro del orden de todo lo que existe (en el universo), un orden que existe porque fue creado por una divinidad.
La primera línea dice:
"Oh sabio... ven, déjame que te hable... déjame que te cuente..."
y el primero procede a relatar experiencias de primera mano y su dolor, denominado como lumnu libbi, que significa, en traducción literal, "mal del corazón", pero que en el léxico cotidiano podría denominarse "angustia" o "dolor de corazón", es decir, un tipo de sufrimiento emocional y psicológico. Tras describir su estado de dolor, el sufriente lo atribuye a un suceso de su vida, que es el abandono a una edad temprana, cuando quedó huérfano, abandonado y también privado de todo apoyo emocional y psicológico por parte de alguien. El sufriente está confuso y desconcertado por su sufrimiento y, en última instancia, el poema le muestra incapaz de encontrar claridad sobre por qué le ha ocurrido esta desgracia en la vida. El sufriente espera obtener una liberación catártica por el mero hecho de que otra persona escuche el relato de su desdicha, si es que su acompañante puede ser amistoso y, por tanto, proporcionarle una forma de compasión. El sufriente afirma en la última estrofa:
"....conoce mi dolor-ayúdame, mira mi angustia; conócela."
El amigo responde a cada queja, al principio con los argumentos de la tradición del momento, si sufre será por algún pecado oculto cometido y después se ampara en el misterio. Y en la última parte de la última línea, deja de quejarse y se somete al destino divino. Se lee:
"Que el dios que me ha abandonado me ayude, que la diosa [que me ha abandonado] tenga misericordia, porque el pastor Šamaš guía a los pueblos como un dios."
La Teodicea babilónica es, con respecto a su naturaleza dialógica de sufriente y amigo(s), formalmente, muy similar al Libro de Job en la Biblia hebrea.

## Análisis estructural
El poema es acróstico, lo que significa que el primer signo silábico de cada verso forma palabras cuando se lee hacia abajo, y el poema, en cuanto a su estructura, consta de 27 estrofas y cuenta cada estrofa con 11 versos.
Todo el poema es un diálogo entre un hombre que sufre (estrofas impares) y su amigo (estrofas pares). 
Las palabras construidas en el acróstico del poema dicen:
"Yo, Saggil-kīnam-ubbib, sacerdote de los conjuros, adoro al dios y rey."
a-na-ku sa-ag-gi-il-ki-[i-na-am-u]b-bi-ib ma-áš-ma-šu ka-ri-bu ša i-li ú šar-ri

## Datación
Según una fuente, los manuscritos más antiguos en los que aparece este poema datan de la biblioteca de Asurbanipal. Otra fuente afirma que la Teodicea tiene su origen un poco después del período casita, hacia 1500-1100 a. C., o más exactamente, escrita probablemente hacia 1000 a. C.